# CINEMAだいすき!
CINEMAだいすき!（シネマダイスキ）は、読売テレビ（ytv）で毎年4 - 5回程度、深夜放送で集中放送されている映画番組である。
この番組は1984年に放送を開始し、毎回ある一つのテーマを決めてそれに沿った映画作品を1シリーズ5本から6本程度選んで深夜（主として午前2時台以降）にノーカットで放送する。またこれに関連した会報誌も発行しており、希望者に抽選でプレゼントしている。
2004年度には放送開始20周年を迎えたことから、日本映画界を代表する人気監督が登場して（これまでに竹中直人、井筒和幸、君塚良一の3人が出演）それぞれの監督が選んだ日本映画作品をセレクションして放送している。2007年は一度も放送されなかった。
また2008年には初めて年始に放送が行われた。（相米慎二監督作品集を1月1日深夜から1月7日深夜=実際の日付は1月2日から1月8日の未明に7夜連続放送。1・2日深夜=2・3日未明にはその直後にはCINEMAだいすき!とは別枠の「新春映画スペシャル」も放送される）
この番組の関連シリーズとしては、「シネマチューズデー」→2009年秋より「映画傑作選」（水曜深夜、2009年現在は4週間に一度放映）、「水曜亜細亜電影」（2000年代中頃に編成の都合で廃枠）がある。また1987年から1995年にはOVA（オリジナルビデオアニメーション）作品を特集した「アニメだいすき!」という企画も放映されたこともあった。

## 放送ラインナップ

### 第01集 '60～'70アメリカ映画選
放送：1984年12月24日～12月31日
- ビッグ・ウェンズデー（1978年）
- わらの犬（1971年）
- 未来惑星ザルドス（1974年）
- サイレント・ムービー（1976年）
- ひとりぼっちの青春（1969年）
- ジュリア（1977年）
- キャバレー（1972年）
- グリニッチ・ビレッジの青春（1975年）
- さよならコロンバス（1969年）
- ラスト・ショー（1971年）

### 第02集 SF再考
放送：1985年3月25日～3月29日
- 禁断の惑星（1956年）
- ウエストワールド（1973年）
- 時の支配者（1982年）
- 華氏451（1966年）
- ソイレント・グリーン（1973年）

### 第03集 ミュージカル特集
放送：1985年8月5日～8月16日
- 掠奪された七人の花嫁（1954年）
- 恋の手ほどき（1958年）
- モダン・ミリー（1967年）
- イースター・パレード（1948年）
- 踊る大紐育（1949年）
- オズの魔法使（1939年）
- マイ・フェア・レディ（1964年）
- 皇帝円舞曲（1948年）
- G.I.ブルース（1960年）
- ガール!ガール!ガール!（1962年）
- アカプルコの海（1963年）
- ハワイアン・パラダイス（1966年）

### 第04集 名監督シリーズⅠ
放送：1985年11月2日～11月7日
- マクベス（1971年）
- メフィスト（1981年）
- 大理石の男（1977年）
- 砲艦サンパブロ（1966年）
- 夢追い（1979年）
- 情事（1960年）

### 第05集 コメディ特集
放送：1985年12月27日～1988年1月5日
- アニマル・ハウス（1978年）
- 凸凹宝島騒動（1942年）
- 地下鉄のザジ（1960年）
- アラスカ珍道中（1945年）
- あきれたサーカス（1939年）
- バナーナ（1971年）
- 二等兵物語 死んだら神様の巻（1958年）
- チャップリン短編集（1914年）
- 日本一のホラ吹き男（1964年）
- 我輩はカモである（1933年）
- ヤング・フランケンシュタイン（1974年）
- フロント・ページ（1974年）

### 第06集 私の好きな女優
放送：1986年3月20日～3月26日
- シャレード（1963年）
- 上流社会（1956年）
- ナイアガラ（1953年）
- ガス燈（1944年）
- テス（1979年）
- 島の女（1957年）
- サウンド・オブ・ミュージック（1965年）

### 第07集 アトミック・シリーズ
放送：1986年8月1日～8月8日
- アトミック・カフェ（1982年）
- 五月の七日間（1964年）
- 未知への飛行（1964年）
- 博士の異常な愛情 または私は如何にして心配するのを止めて水爆を愛するようになったか（1964年）
- ゴジラ（1954年）
- 二十四時間の情事（1959年）
- シルクウッド（1983年）
- ダーク・サークル（1982年）

### 第08集 名監督シリーズⅡ
放送：1986年10月27日～11月3日
- イワン雷帝（1944年～1946年）
- エボリ（1979年）
- コンフィデンス 信頼（1979年）
- ゲームの規則（1939年）
- 靴みがき（1946年）
- 無防備都市（1945年）
- 鬼火（1963年）
- ある結婚の風景（1974年）

### 第09集 アンコール特集
放送：1986年12月24日～12月30日
- ラスト・ショー（1971年）
- 華氏451（1966年）
- オズの魔法使（1939年）
- マクベス（1971年）
- 地下鉄のザジ（1960年）
- テス（1979年）
- 未知への飛行（1964年）

### 第10集 青春の記憶
放送：1987年4月1日～4月6日
- さよなら夏のリセ（1983年）
- ジョンとメリー（1969年）
- 止まった時間（1981年）
- いちご白書（1970年）
- アメリカン・グラフィティ（1973年）
- 海辺のポーリーヌ（1983年）

### 第11集 異常心理学入門
放送：1987年7月27日～8月3日
- 将軍たちの夜（1966年）
- あなたは私ではない（1981年）
- まぼろしの市街戦（1967年）
- コレクター（1963年）
- ファントム・オブ・パラダイス（1974年）
- サイコ（1960年）
- ネットワーク（1976年）
- アデルの恋の物語（1975年）

### 第12集 女性監督映画特集
放送：1987年10月26日～11月2日
- スミサリーンズ（1982年）
- 幸福（1965年）
- ねむの木の詩がきこえる（1977年）
- 望郷 ボートピープル（1982年）
- 日記（1983年）
- 新しい家族（1981年）
- ドイツ・青ざめた母（1980年）
- リュミエール（1976年）

### 第13集 ソビエト映画特集
放送：1987年12月24日～12月30日
- 冬のチェリー（1985年）
- 解任（1982年）
- 白い鳩（1986年）
- 惑星ソラリス（1972年）
- 鏡（1975年）
- ストーカー（1979年）
- 死者からの手紙（1986年）

### 第14集 ATG映画特集
放送：1988年3月21日～3月25日
- 初恋：地獄篇（1968年）
- あらかじめ失われた恋人たちよ（1971年）
- 股旅（1973年）
- 竜馬暗殺（1974年）
- 田園に死す（1974年）

### 第15集 アジア映画特集Ⅰ
放送：1988年7月24日～7月29日
- 古井戸（1987年）
- スタンド・イン 続黒砲事件（1987年）
- マーニム（1984年）
- 神様こんにちは（1987年）
- 海をみつめる日（1983年）
- 坊やの人形（1983年）

### 第16集 フランス映画フェスティバル1988
放送：1988年10月15日～10月30日
- 最後の億万長者（1934年）
- 沈黙は金（1947年）
- 殺意の夏（1983年）
- 望郷（1937年）
- 昼顔（1967年）
- リュミエール（1976年）
- 女ともだち（1983年）
- ノートルダム・ド・パリ（1956年）
- 嘆きのテレーズ（1953年）
- 夜の門（1946年）
- 最後の戦い（1983年）
- 地下鉄のザジ（1960年）
- 鬼火（1963年）
- 汚れた血（1986年）

### 第17集 ポーランド映画特集
放送：1988年12月25日～12月29日
- 水の中のナイフ（1962年）
- 尼僧ヨアンナ（1961年）
- 約束の土地（1975年）
- 地下水道（1957年）
- 夜の終りに（1960年）
- 灰とダイヤモンド（1958年）
- パサジェルカ（1963年）

### 第18集 アジア映画特集Ⅱ
放送：1989年3月27日～3月31日
- 絶響（1985年）
- 成功時代（1988年）
- 恐怖分子（1986年）
- ソウル（1986年）
- ベジャライ（1987年）

### 第19集 イングリッド・バーグマン特集
放送：1989年7月24日～7月31日
- 別離（1939年）
- 白い恐怖（1945年）
- ストロンポリ 神の土地（1950年）
- イタリア旅行（1954年）
- さよならをもう一度（1961年）
- サボテンの花（1969年）
- 秋のソナタ（1978年）

### 第20集 フィルム・ノワール再考
放送：1989年10月29日～11月4日
- キリング・タイム（1987年）
- 狼の賭け（1970年）
- 狼どもの報酬（1971年）
- パリ大捜査網（1968年）
- 暗黒街のふたり（1973年）
- 掘った奪った逃げた（1979年）
- 最後のアドレス（1969年）
- 悪の決算（1955年）

### 第21集 日本新鋭監督特集
放送：1990年1月7日～1月12日
- 九月の冗談クラブバンド（1982年）
- 爆裂都市 BURST CITY（1982年）
- ロビンソンの庭（1987年）
- グリーン・レクイエム（1985年）
- 星空のむこうの国（1986年）
- BU・SU（1987年）

### 第22集 ヨーロッパ映画の現在形
放送：1990年3月26日～3月31日
- ジュリオの当惑（1985年）
- ボーイ・ミーツ・ガール（1984年）
- 天使の接吻（1988年）
- ラブ・ミー（1986年）
- ヘルシンキ・ナポリ オールナイトロング（1987年）
- “教授”と呼ばれた男（1986年）

### 第31集 日本映画の未来予想図
放送：1993年3月22日～3月28日
- 女がいちばん似合う職業（1990年）
- 良いおっぱい 悪いおっぱい（1990年）
- レディ! レディ（1989年）
- 櫻の園（1990年）
- ドレミファ娘の血は騒ぐ（1985年）
- メイキング・オブ・映画『お引越し』

### 第33集 今日的亜細亜電影博
- 双旗鎮刀客（1990年）
- 牯嶺街少年殺人事件（1991年）
- 泥の中を泳げ（1994年）
- 職人ラムル（1986年）
- アバンチ・ポポロ（1986年）
- 五個女子和一根縄子（1991年）

### 第34集 映画の中の同性愛
放送：1994年4月1日～4月7日
- らせんの素描（1991年）
- トーチソング・トリロジー（1988年）
- パリ、夜は眠らない。（1990年）
- モーリス（1987年）
- エドワードII（1991年）
- 夜のアトリエ（1987年）
- 屋根の上の女（1989年）

### 第36集 映画生誕100年記念企画 映画の未来・未来の映画
放送：1994年12月3日～12月8日
- 月はどっちに出ている（1993年）
- 虹のアルバム（1994年）
- ざくろの色（1971年）
- ヴィトゲンシュタイン（1993年）
- ブルー（1993年）
- 百年の夢（1972年）
- WAX 蜜蜂テレビの発見（1991年）

### 第40集 Asian New Wave
放送：1996年4月19日～4月25日
- 武闘派兄弟（1989年）
- 欲望の翼（1990年）
- べにおしろい 紅粉（1995年）
- イン・スペ 希望（1997年）
- UFO少年アブドラジャン（1991年）
- テラコッタ・ウォリア 秦俑（1990年）
- 真夏のビタミン（1994年）
- につつまれて（1992年）

### 第41集 小津そして／あるいはヴェンダース
放送：1996年
- 晩春（1949年）
- 東京画（1985年）
- お茶漬の味（1952年）
- 都会のアリス（1974年）
- 浮草（1959年）
- 左利きの女（1978年）

### 第42集 カメラという身体 ～ゴダール／原 將人／C・ドイル～
放送：1996年12月7日～12月12日
- ピエロ・ル・フー（1965年）
- 中国女（1967年）
- 初国知所之天皇（1973年）
- 百代の過客 ～シネマ・ダイスキ版～（1993年）
- ソウル（1986年）
- クリストファー・ドイルの世界

### 第43集 日本映画の21世紀
放送：1997年4月19日～4月24日
- 冬の河童（1994年）
- カナカナ（1994年）
- 大阪ストーリー（1994年）
- 杣人物語（1997年）
- 二人が喋ってる。（1994年）
- ヌーヴェル・ガール宣言（1995年）

### 第44集 香港に生きる
放送：1997年8月2日～8月7日
- 欲望の翼（1990年）
- 恋する惑星（1994年）
- 天空小説（1995年）
- アンディ・ラウのスター伝説（1993年）
- 黒薔薇VS黒薔薇（1992年）
- てなもんやコネクション（1990年）

### 第45集 WOMAN'S NOW 女流監督たちが撮ったドキュメンタリー特集
放送：1997年12月13日～12月18日
- ドリーム・ガールズ（1996年）
- ジョディ（1996年）
- ルッキング・フォー・フミコ 女たちの自分探し（1993年）
- マッドウーマンの告白（1993年）
- 鳳凰橋を離れて（1997年）
- バービー（1996年）
- 選択と運命（1993年）

### 第47集 ベッソン・ワールド ～新たなる映画の地平線へ～
放送：1998年8月8日～8月12日
- リュック・ベッソンのすべて（1998年、よみうりテレビ）
- 最後の戦い（1983年）
- 神風（1986年）
- サブウェイ（1984年）
- つめたく冷えた月（1991年）

### 第48集 破滅の美学 ～脚本家・笠原和夫の世界～
放送：1998年12月5日～12月10日
- 博奕打ち 総長賭博（1968年）
- 日本侠客伝 血斗神田祭り（1966年）
- 関東緋桜一家（1972年）
- やくざの墓場 くちなしの花（1976年）
- 仁義なき戦い（1973年）

### 第52集 なんてったってアイドル!!
- 伊豆の踊子（1974年）
- 菊豆（1990年）
- 泥だらけの純情（1963年）
- KUMIHO 千年愛（1994年）
- 守ってあげたい!（2000年）
- ゴールデンガールズ（1995年）
- セーラー服と機関銃（1981年）

### 第53集 踊る!しんや御殿!!歌ってええ気分
放送：2001年8月14日～8月22日
- 君も出世ができる（1964年）
- クレージー黄金作戦（1967年）
- 真田風雲録（1963年）
- 恋の大冒険（1970年）
- 鴛鴦歌合戦（1939年）
- ひばり・チエミの弥次喜多道中（1962年）
- 月とキャベツ（1996年）

### 第54集 斬る!
放送：2001年12月3日～12月15日
- 座頭市物語（1962年）
- 子連れ狼 三途の川の乳母車（1972年）
- 侍（1965年）
- 十三人の刺客（1963年）
- 浪人街（1990年）
- 切腹（1962年）
- 忠臣蔵外伝 四谷怪談（1994年）

### 第55集 私を野球につれてって!
放送：2002年
- 巨人軍物語 進め!!栄光へ（1977年）
- 男ありて（1955年）3月5日
- あなた買います（1956年）
- 野球狂の詩（1977年）
- 秀子の応援団長（1940年）
- ミスター・ジャイアンツ 勝利の旗（1964年）

### 第56集 終戦セブン・ストーリーズ
放送：2002年8月4日～8月14日
- 浮雲（1955年）
- 麻雀放浪記（1984年）
- 不連続殺人事件（1977年）
- 日本一の裏切り男（1968年）
- 儀式（1971年）
- にっぽん ぱらだいす（1964年）
- 東京ジョー（1949年）

### 第57集 愛、それぞれのカタチ
放送：2002年12月4日～12月12日
- 恋人たち（1958年）
- 恋人たちのメロディー（1971年）
- 愛すべき女・女たち（1967年）
- ディーバ（1981年）
- 柔らかい肌（1964年）
- 愛ふたたび（1971年）

### 第58集 ラヴ・ストーリーを君に
放送：2003年3月5日～3月13日
- めぐりあい（1968年）
- 約束（1972年）
- 夜の河（1956年）
- あの夏、いちばん静かな海。（1991年）
- 乱れる（1964年）
- 博奕打ち いのち札（1971年）
- 四月物語（1998年）

### 第62集 シネマダイスキ20周年特別企画 第2弾 井筒和幸セレクション
放送：2004年8月3日～8月11日
- 悪名桜（1966年）
- 豚と軍艦（1961年）
- 県警対組織暴力（1975年）
- 喜劇 駅前茶釜（1963年）
- 飢餓海峡（1965年）
- （金）（ビ）の金魂巻（1985年）

### 第63集 シネマダイスキ20周年特別企画 脚本家+映画監督 君塚良一セレクション
放送：2005年2月1日～2月8日
- 野獣狩り（1973年）
- なつかしい風来坊（1966年）
- 宵闇せまれば（1969年）
- 青春の蹉跌（1974年）
- フランケンシュタイン対地底怪獣（1965年）
- 鉄砲玉の美学（1973年）

### 第66集 ロードムービーの季節
放送：2006年
- マイ・プライベート・アイダホ（1991年）
- オレンジロード急行（1978年）
- ある日、突然。（2002年）
- シティ・スリッカーズ（1991年）
- ストレイト・ストーリー（1999年）

### 第67集 おもろいやん! 大阪芸大のちから 2006年＜夏＞
放送：2006年7月25日～8月3日
- ハッシュ!（2001年）
- アンテナ（2003年）
- いたいふたり（2002年）
- ショートフィルムなお年頃
- 村の写真集（2004年）
- ラブ&ポップ（1998年）
- リアリズムの宿（2004年）

### 第68集 相米慎二監督特集
放送：2008年1月1日～1月7日
- 翔んだカップル（1980年）
- ションベン・ライダー（1983年）
- 魚影の群れ（1983年）
- 台風クラブ（1985年）
- お引越し（1993年）
- 夏の庭 The Friends（1984年）
- 風花（2001年）

## その他の放送ラインナップ

### Panasonic SFX 1988 ファンタスティック映画祭
放送：1988年7月3日～7月22日
- ファンハウス/惨劇の館（1981年）
- ローズマリー（1981年）
- 魔女伝説・ヴィー（1967年）
- 魔鬼雨（1975年）
- 悪魔の受胎（1981年）
- 悪魔の毒々モンスター（1984年）
- 特別企画 なんたってウルトラマン 円谷プロ・その不滅の映像世界
- ガス人間第一号（1960年）
- 宇宙人東京に現わる（1956年）
- 大巨獣ガッパ（1967年）
- 妖怪大戦争（1968年）
- 妖星ゴラス（1962年）
- 宇宙からのメッセージ（1978年）
- 火星年代記（1981年）
- ミラクルマスター/7つの大冒険（1982年）
- ローマ2072年 恐怖のグラディエーター（1983年）
- メトロポリス（1927年）
- 禁断の惑星（1956年）
- THX 1138（1971年）
- ある日どこかで（1980年）

### CINEMAだいすき! 特別企画 ファンタスティック映画祭
放送：1989年4月30日～5月7日
- 未来忍者 慶雲機忍外伝（1988年）
- ティーン・ウルフ（1985年）
- ファントム・オブ・パラダイス（1974年）
- ガンダーラ（1987年）
- フランケンシュタインの怪獣 サンダ対ガイラ（1966年）
- 悪魔の毒々ハイスクール（1986年）
- モンスター・イン・ザ・クローゼット（1986年）
- 九龍の狼（1986年）
- THE ISLE OF FANTASY 開心楽園（1985年）
- XYZマーダーズ（1985年）

### ゴジラ復活作戦
放送：1989年10月23日～12月9日
- 怪獣大戦争（1965年）
- 怪獣島の決戦 ゴジラの息子（1967年）
- ゴジラ・エビラ・モスラ 南海の大決闘（1966年）
- 怪獣総進撃（1968年）
- モスラ対ゴジラ（1964年）
- キングコング対ゴジラ（1962年）
- ゴジラ（1954年）
- ゴジラの逆襲（1955年）
- ゴジラ対メカゴジラ（1974年）

### ゴジラ復活作戦 第2号
放送：1991年10月10日～12月11日
- ゴジラ・ミニラ・ガバラ オール怪獣大進撃（1969年）
- ゴジラ対ヘドラ（1971年）
- 大怪獣バラン（1958年）
- 宇宙大怪獣ドゴラ（1964年）
- メカゴジラの逆襲（1975年）
- 三大怪獣 地球最大の決戦（1964年）
- メイキング・オブ・『ゴジラvsキングギドラ』
- 宇宙大戦争（1959年）
- 怪獣総進撃（1968年）
- 地球攻撃命令 ゴジラ対ガイガン（1972年）